# PetroSA
PetroSA (The Petroleum, Oil and Gas Corporation of South Africa SOC Ltd.) é uma companhia petrolífera estatal sul-africana, sediada na Cidade do Cabo.

## História
A companhia foi estabelecida em 1965.